# Abraham Darby (Rose)

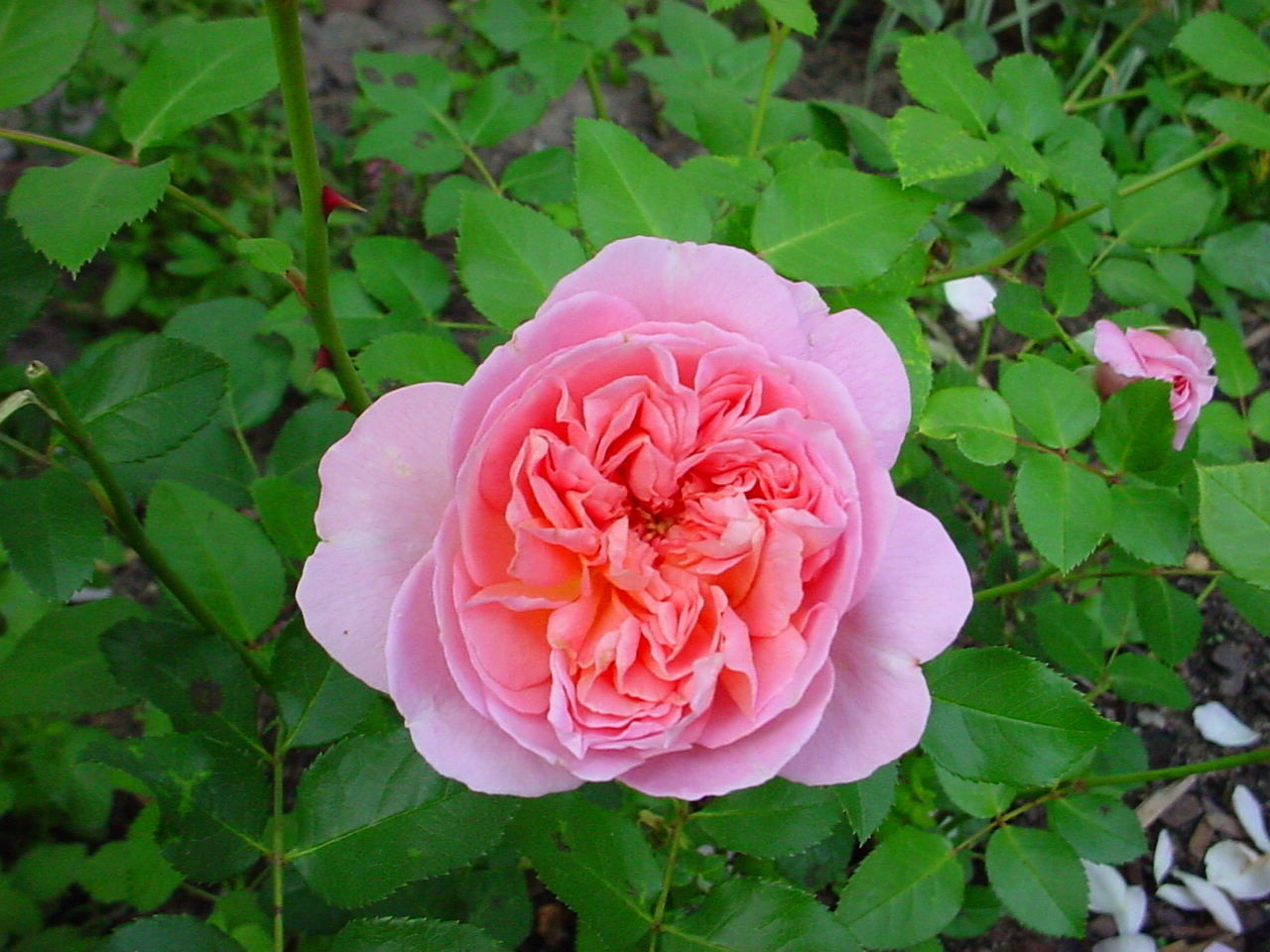
Blütenfarben unter eher kühlen Bedingungen

Die Rosensorte Abraham Darby, auch 'Country Darby' oder 'Auscot', ist eine Englische Rose, die David Austin 1985 eingeführt hat. Sie ist ein Abkömmling von 'Yellow Cushion' × 'Aloha'. Benannt wurde sie nach Abraham Darby, einem Pionier der englischen Eisenindustrie, der mit seinem Sohn und Enkel (Abraham Darby II und Abraham Darby III) eine wesentliche Rolle in der industriellen Revolution spielte. Abraham Darby III errichtete die Ironbridge, die weniger als 15 km von David Austins Rosenschule in Albrighton liegt. Die Namensgebung erfolgte in Zusammenarbeit mit dem Ironbridge Gorge Museum Trust (UNESCO-Welterbe) in Telford.
'Abraham Darby' ist eine Besonderheit unter den Englischen Rosen, weil sie aus zwei modernen Rosen gekreuzt wurde. Die rosafarbene Kletter-Rose 'Aloha' und die gelbe Floribunda-Rose 'Yellow Cushion' tragen beide die charakteristische Blütenform alter Rosen.
Ihre bis zu 11 cm großen, dicht gefüllten, kräftig duftenden Blüten wachsen in Büscheln. Ihre Farbe ist vom Klima abhängig und reicht von sanft aprikosenfarben auf der Blütenblatt-Innenseite und hellgelb auf der Außenseite in warmen Gegenden bis zu kräftig rosa mit helleren Rändern unter kühleren Bedingungen. Die Blüten hellen zudem im Verblühen auf. Als Englische Rose schließt sie eine farbliche Lücke in der Züchtungslinie der „alten Rosen“. Die schalenförmige Blütenform und den klassischen Charme alter Rosen kombiniert 'Abraham Darby' mit der Eigenschaft, vom Frühsommer bis in den Herbst hinein nachzublühen und kräftig zu duften.
'Abraham Darby' ist eine Strauchrose für Gruppen- oder Solitärpflanzung mit einem kräftigen Wuchs, 1,5 bis 2 m hoch, gesund, mit dunkelgrünem, robustem Laub und großen Stacheln. Sie ist winterhart bis −23 °C (USDA-Zone 6), allerdings manchmal für Rosenrost anfällig. Wegen ihrer langen Triebe eignet sie sich aufgebunden auch als niedrige Kletterrose.
Die Sorte wird auch in der Zucht neuer Rosensorten eingesetzt – zum Beispiel für die Austin-Rosen 'Crown Princess Margareta' (1991), 'Golden Celebration' (1992) und 'Pat Austin' (1995).